# Jürgen Simon

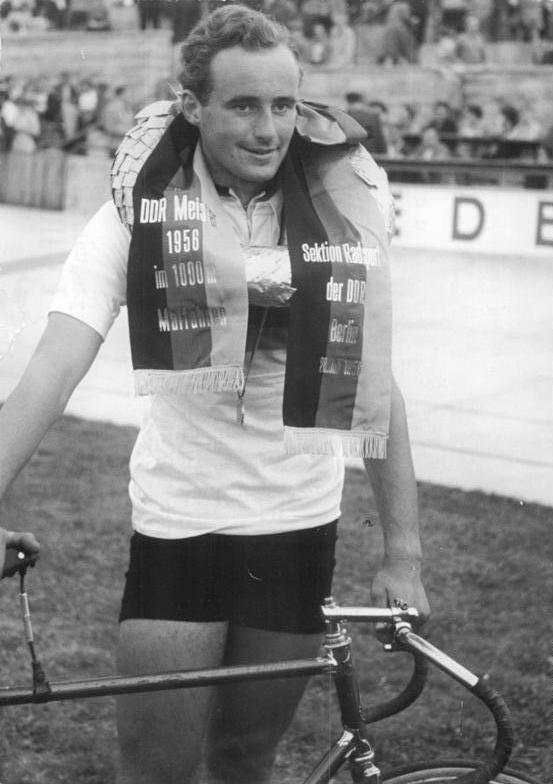
Jürgen Simon als DDR-Meister 1956 im Radsprint

Jürgen Simon (* 10. Januar 1938 in Gera; † 26. Oktober 2003 in Quirla) war ein Radrennfahrer aus der DDR. 1960 gewann er eine olympische Silbermedaille im Tandemrennen.

## Sportkarriere
Jürgen Simon begann seine Karriere bei der BSG Einheit Gera. Seinen ersten DDR-Meistertitel gewann Simon zusammen mit Jochen Schmidt 1954 im Zweier-Mannschaftsfahren für die BSG Einheit Berliner Bär sowie im Sprint der Jugendklasse. Ab 1955 startete Jürgen Simon für den SC Einheit Berlin und trainierte bei Gerhard Gallinge, bei dem er in seinen ersten Berliner Jahren auch zur Untermiete wohnte. 1955 (als noch 17-Jähriger mit Sondergenehmigung für die Männerklasse), 1956 und 1961 siegte Jürgen Simon bei den DDR-Meisterschaften im Radsprint, dazwischen siegte zweimal Lothar Stäber vom SC Dynamo Berlin und zweimal Karl-Heinz Peter vom SC Einheit Berlin. 1956 gewann er die Internationale Sprintermeisterschaft von Berlin auf der Bahn der Werner-Seelenbinder-Halle vor dem später als Profi erfolgreichen Peter Post. 1956 gewann er auch die Internationale Omnium-Meisterschaft von Berlin an gleicher Stelle mit Heinz Wahl als Partner, 1960 war er mit Peter Gröning erfolgreich.
Bei den DDR-Radsportmeisterschaften 1960 siegte Jürgen Simon im Tandemfahren zusammen mit Konrad Irmschler vom SC Dynamo vor Karl-Heinz Peter und Lothar Stäber. Für die gesamtdeutsche Mannschaft und die Olympischen Sommerspiele 1960 in Rom qualifizierten sich Simon und Stäber gemeinsam. In Rom erreichten die beiden das Finale im Tandemrennen, wo sie gegen die Italiener Giuseppe Beghetto und Sergio Bianchetto unterlagen. 
Im Jahr darauf gewann Stäber mit seinem neuen Partner Heinz Senger den DDR-Meistertitel vor Simon und Irmschler. Nachdem Simon 1962 zusammen mit Hans-Jürgen Klunker nur den dritten Platz bei den DDR-Meisterschaften belegt hatte, traten 1963 wieder Irmschler und Simon gemeinsam an und gewannen nach 1960 ihren zweiten Meistertitel.
Jürgen Simon hatte zuerst Drogist gelernt, um die elterliche Drogerie in Gera zu übernehmen. Nach dem Ende seiner sportlichen Karriere blieb er jedoch in Berlin und baute sich einen Taxibetrieb auf.

## Auszeichnungen (Auswahl)
- 1960: Vaterländischer Verdienstorden in Bronze